# Dennis Cross
Dennis Cross (17 de diciembre de 1924 – 6 de abril de 1991) fue un actor cinematográfico y televisivo de nacionalidad esatdounidense, conocido por su trabajo en la serie televisiva emitida en redifusión The Blue Angels, y por su participación en numerosos shows televisivos de género western.

## Biografía
Nacido en Whitefish, Montana, a los 17 años de edad ingresó en el Cuerpo de Marines de los Estados Unidos, luchando en la Campaña de Guadalcanal. Gracias a la ley G.I. Bill estudió actuación en el Actors Lab en Hollywood, California.
A principios de los años 1950, Cross se mudó a Nueva York, actuando en varios programas televisivos en directo y en la grabación de varios anuncios comerciales. Su primer papel en televisión llegó en 1952 con el episodio "Constitution Island", perteneciente al show Hallmark Hall of Fame, producido por NBC.
En 1953 actuó con la estrella del cine mudo star Lillian Gish en el episodio The Trip to Bountiful, perteneciente a la producción de NBC Philco Television Playhouse. Esta producción se conserva en los archivos del MoMA, en Nueva York.
Cuando Cross volvió a California, interpretó en 1957 al indio Coacoochee en el film Naked in the Sun, una historia sobre los seminola de Florida. Tres años más adelante fue Arthur Richards en treinta y tres episodios de The Blue Angels, serie en la que actuaba junto a Don Gordon y Ross Elliott.
A lo largo de su trayectoria artística, Cross actuó en numerosas producciones de género western. Entre las mismas figuran The Rifleman (ABC, con Chuck Connors), Gunsmoke (CBS, con James Arness, trece actuaciones entre 1956 y 1969), Rawhide (CBS, cinco actuaciones entre 1959 y 1963), The Big Valley (ABC, cinco episodios entre 1965 y 1967), The Guns of Will Sonnett (ABC, con Walter Brennan, tres episodios entre 1968 y 1969), Death Valley Days (tres episodios), Daniel Boone (NBC, con Fess Parker, dos episodios), Black Saddle (ABC, dos episodios, con Peter Breck), Have Gun – Will Travel (1958, CBS, con Richard Boone, dos capítulos), Dick Powell's Zane Grey Theatre, The Deputy (con Henry Fonda), Tales of Wells Fargo (con Dale Robertson), The Iron Horse (también con Robertson), The Texan, Jefferson Drum, Sheriff of Cochise, The Gray Ghost, Wanted: Dead or Alive, Man Without a Gun, Hotel de Paree, Two Faces West, El virginiano, Branded, The Legend of Jesse James, Bonanza, Cimarron Strip, El gran chaparral, Wichita Town, Trackdown (de Robert Culp), y The Outcasts (con Don Murray).
Cross actuó también en programas de carácter dramático. Algunos de ellos fueron Target: The Corruptors! (ABC, serie criminal de 1961-1962 con Stephen McNally y Robert Harland, dos episodios), Sheriff of Cochise (serie policial en redifusión), The Dick Powell Show, The Gallant Men, The Troubleshooters (con Keenan Wynn), El fugitivo (con David Janssen), Tightrope (con Mike Connors), Playhouse 90, It Take a Thief (con Robert Wagner), y The F.B.I..
También fue actor de producciones de humor, actuando en el show de Walter Brennan The Real McCoys, The Munsters, Mis adorables sobrinos, Ensign O'Toole, Superagente 86, y The Bill Cosby Show.
Sus últimos papeles llegaron con The Mod Squad (ABC, 1969–1970) y Misión: Imposible (CBS, dos episodios). Actuó por última vez en televisión en un episodio del show de la CBS The Waltons emitido en 1976.
Cross actuó también en el cine, en películas como The Brass Legend (1956, con Hugh O'Brian y Raymond Burr), Crime of Passion (1957), The Over-the-Hill Gang (1969, con Walter Brennan), y 80 Steps to Jonah (1969).
Tras retirarse, Cross se instaló en Encino, California, llegando a ser vicepresidente de la Doctors Insurance Company de Santa Mónica. Él falleció en Los Ángeles, California, en 1991, a causa de un cáncer. Tenía sesenta y seis años de edad.
Uno de sus hijos, Randy Cross, nacido en Nueva York en 1954, es un comentarista deportivo y antiguo jugador profesional de fútbol americano.